# Jerzy Hołoweńko
Jerzy Hołoweńko (ur. 13 czerwca 1965) – polski lekkoatleta, wieloboista, halowy mistrz Polski, reprezentant Polski.

## Kariera sportowa
Był zawodnikiem Cracovii i Wawelu Kraków.
Na mistrzostwach Polski seniorów na otwartym stadionie zdobył dwa srebrne medale: w sztafecie 4 x 400 metrów w 1988 i dziesięcioboju w 1991. W halowych mistrzostwach Polski seniorów wywalczył dwa medale: złoty w ośmioboju w 1989 i brązowy w siedmioboju w 1990.
Rekord życiowy w dziesięcioboju: 7667 (28.05.1989), w siedmioboju w hali: 5427 (18.02.1990).